# Pemphigus
Pour l’article homonyme, voir Pemphigus (insecte).
 Mise en garde médicale
Le pemphigus est un groupe de maladies dermatologiques de type maladies bulleuses et auto-immunes. Il s’attaque aux  muqueuses et à la peau. Il cause des lésions sous forme de bulles ou de croûtes. Le Pemphigus appartient aux maladies appelées dermatoses bulleuses et fait partie des maladies dites rares. Il a une incidence évaluée en France, à 1 cas sur 1 000 000.

## Étiologie
Le pemphigus implique un dérèglement du système immunitaire. Les anticorps attaquent le corps du malade, au niveau des jonctions inter cellulaires des cellules de l’épiderme et/ou des muqueuses. Ces cellules sont appelées des kératinocytes. Celles-ci sont liées entre elles par des jonctions appelées desmosomes. Ces liaisons fonctionnent par contact de protéines à  la surface des cellules, les desmogléines (de la famille des cadhérines). En cas de Pemphigus, le corps produit des anticorps qui vont reconnaître les desmogléines comme un élément étranger. Le système immunitaire va donc les attaquer en se fixant tout autour des cellules. Ainsi les jonctions inter cellulaires vont se briser, entraînant une individualisation des cellules. Les cellules vont donc être en suspension, ce qui va donner à la peau cette forme de bulle. Au niveau des muqueuses, où la couche cellulaire est très fine, la bulle est remplacée par une érosion. Celle-ci est due à la disparition de la couche cellulaire supérieure.
Le Pemphigus touche toutes les personnes, mais celles entre 50 et 60 ans et les populations de type méditerranéen sont les plus touchées.
C’est une maladie non contagieuse et non héréditaire. Il existe une certaine susceptibilité génétique chez les personnes possédant certains gènes HLA. Celles-ci vont présenter les desmosomes au système immunitaire, qui va les attaquer. Il existe aussi des facteurs environnementaux puisqu'on remarque que 3 % de la population du Brésil et de la Tunisie sont atteintes. Les hypothèses poussent vers la présence d’un insecte piqueur.

## Formes cliniques
Il existe plusieurs formes de pemphigus, selon la desmogléine attaquée :
- le pemphigus vulgaire ou pemphigus profond. Celui-ci concerne 75 % des personnes atteintes de Pemphigus. Les desmogléines reconnues par les anticorps dans ce cas sont les desmogléines 3 et parfois 1. Il peut attaquer les muqueuses et la peau selon son type :
  - Pemphigus vulgaire muqueux. Toutes les muqueuses peuvent être atteintes: yeux, organes génitaux, bouche, nez, œsophage et anus. La peau n’est que rarement touchée,
  - Pemphigus vulgaire mucocutané. Les muqueuses et la peau sont atteintes. Tout d’abord la muqueuse buccale où des bulles apparaissent, puis les autres muqueuses et enfin la peau ;
- le pemphigus superficiel (regroupant les variantes séborrhéiques, érythémateux, foliacés et herpétiformes). Dans ce cas, la desmogléine reconnue est la 1. Ici aucune bulle ou lésion n’apparaît sur les muqueuses, mais uniquement sur la peau. Celle du visage, du cuir chevelu, du torse, des bras et des jambes… ;
- le pemphigus paranéoplasique – c’est la forme la plus grave et la plus rare puisqu’elle apparaît le plus souvent chez les personnes atteintes de cancer. Le corps s’attaque aux desmogléines 1 et 3 ainsi qu’aux plakines qui sont aussi des protéines des desmosomes. Il s’attaque à la peau et aux muqueuses de la bouche et de l’œsophage, et peut aussi affecter les poumons.

## Diagnostic
Le diagnostic d’un pemphigus se fait par l’association de trois examens :
- un examen visuel. Pour détecter les bulles, croûtes sur la peau ou plaies sur les muqueuses. Cet examen permet d’identifier les personnes potentiellement atteintes et doit être effectué de préférence par un dermatologue et par un chirurgien oral au niveau buccal ;
- une biopsie cutanée. Elle permet d’analyser la peau ou la muqueuse atteinte de lésions via un microscope. Une analyse par histologie standard montre une séparation des cellules. L’immunofluorescence directe met en évidence la présence des anticorps spécifiques à chaque Pemphigus. Cet examen permet donc d’affirmer le diagnostic ;
- une prise de sang. Elle permet de déterminer les taux d’anticorps anormaux (auto-anticorps) dans le sang et donc d’évaluer la gravité de la maladie. Plus le taux est élevé, plus la maladie est grave. On peut mesurer le taux avec plusieurs techniques comme l’immunofluorescence indirecte, l’immuno-empreinte ou le test ELISA.

Le diagnostic doit être effectué le plus tôt possible. Cela permet un traitement rapide, pour réduire la douleur et d’éviter une aggravation de la maladie.

## Traitement
La prise en charge thérapeutique peut s’avérer être de longue durée. Elle consiste principalement à donner aux patients atteints des traitements de corticothérapie associés à des immunosuppresseurs. Cependant, ces médicaments possèdent de nombreux effets secondaires, ce qui rend la thérapie particulièrement délicate. L’objectif principal du traitement consiste à contrôler l’éruption bulleuse puis la cicatrisation des lésions cutanées et/ou muqueuses tout en essayant de minimiser les effets indésirables graves des traitements.
Pour la majeure partie des personnes atteintes de pemphigus, cette maladie nécessite aux patients une hospitalisation dans le service de dermatologie. Elle est poursuivie jusqu’au contrôle clinique de l’éruption bulleuse avec cicatrisation de la majorité des érosions post-bulleuses. Cependant, pour des cas plus importants, ceux-ci peuvent nécessiter des examens complémentaires à visée diagnostique et le suivi clinique réalisés en hospitalisation ou en ambulatoire.
Cette prise en charge thérapeutique nécessite un grand nombre d’intervenants pour la réalisation du traitement. En effet, l’acteur principal de ce corps médical est le dermatologue hospitalier. Cependant, il se trouve en lien avec le dermatologue libéral, le médecin traitant, les spécialistes et les médecins hospitaliers du centre de référence et/ou de compétence.
Il existe des traitements différents selon les types de pemphigus. Néanmoins la plupart des médicaments sont à base cortisone comme les dermocorticoïdes ou le prednisone qui consiste à la corticothérapie générale. Ce dernier est un traitement par des médicaments corticoïdes. Il permet une action à la fois anti-inflammatoire, antiallergique et atténuant les réactions immunitaires, mais dont l'emploi prolongé présente des inconvénients. Ces médicaments sont associés à des immunosuppresseurs comme l'azathioprine. Ces immunosuppresseurs sont des médicaments qui atténuent ou suppriment les réactions immunitaires de l'organisme. Ils se prescrivent essentiellement lors d'une greffe, dans le dessein de limiter les phénomènes de rejet, et dans les maladies auto-immunes.
D’autres traitements sont réalisés en parallèle de la thérapie générale comme les soins locaux cutanés. Ainsi, l’utilisation de bains contenant des antiseptiques et/ou de l’amidon de blé est recommandée. De façon habituelle, les lésions érosives sont traitées par des applications de dermocorticoïdes. En cas de lésions érosives étendues, celles-ci peuvent être couvertes par des pansements utilisant différents types de compresses, de préférence non adhérentes, pour réduire la surinfection, les douleurs et faciliter la cicatrisation.
Récemment (2017) a été proposé un traitement associant la minocycline et la nicotinamide associé à une corticothérapie locale. La minocycline peut être remplacée par la doxycycline.
De plus, le personnel médical peut réaliser des soins médicaux associés tels que soins locaux antiseptiques et pansements protecteurs, antalgiques, ou encore prise en charge nutritionnelle.

## Éducation thérapeutique
Un régime rigoureux sera mis en place pour le patient dans le but d’éviter des effets secondaires liés à son traitement. Ce régime spécial sera réduit en sel et en sucres “rapides”. Il sera conseillé au patient d’avoir une activité physique pour entretenir les muscles et prévenir l'ostéoporose.
Il est impératif pour le patient de se rendre dans un service de dermatologie dans un centre hospitalier, pour s'informer et se former sur sa maladie. Il existe en France des centres de référence pour ce type de pathologies.
Un suivi multidisciplinaire est souvent utile (dermatologue, généraliste, nutritionniste, kinésithérapeute et le cas échant : rhumatologue, ORL, stomatologue).
Il existe une fiche annexe regroupant des conseils pour la vie quotidienne des personnes présentant une maladie bulleuse auto-immune.
Des associations entre patients existent, qui doivent être connues des nouveaux malades. Le but de ces associations est de faire connaître la maladie mais aussi de permettre la rencontre de nouvelles personnes ayant aussi cette maladie et d’en discuter avec elles.